# Orlando Pride
L'Orlando Pride è una società calcistica femminile con sede nella città statunitense di Orlando (Florida).
Fondato nel 2015, il club milita dal 2016 nella National Women's Soccer League (NWSL), la massima serie del campionato femminile statunitense, che ha vinto nel 2024. Dal 2017 disputa le proprie partite casalinghe all'Inter&Co Stadium di Orlando, stadio da 25500 posti a sedere.

## Storia

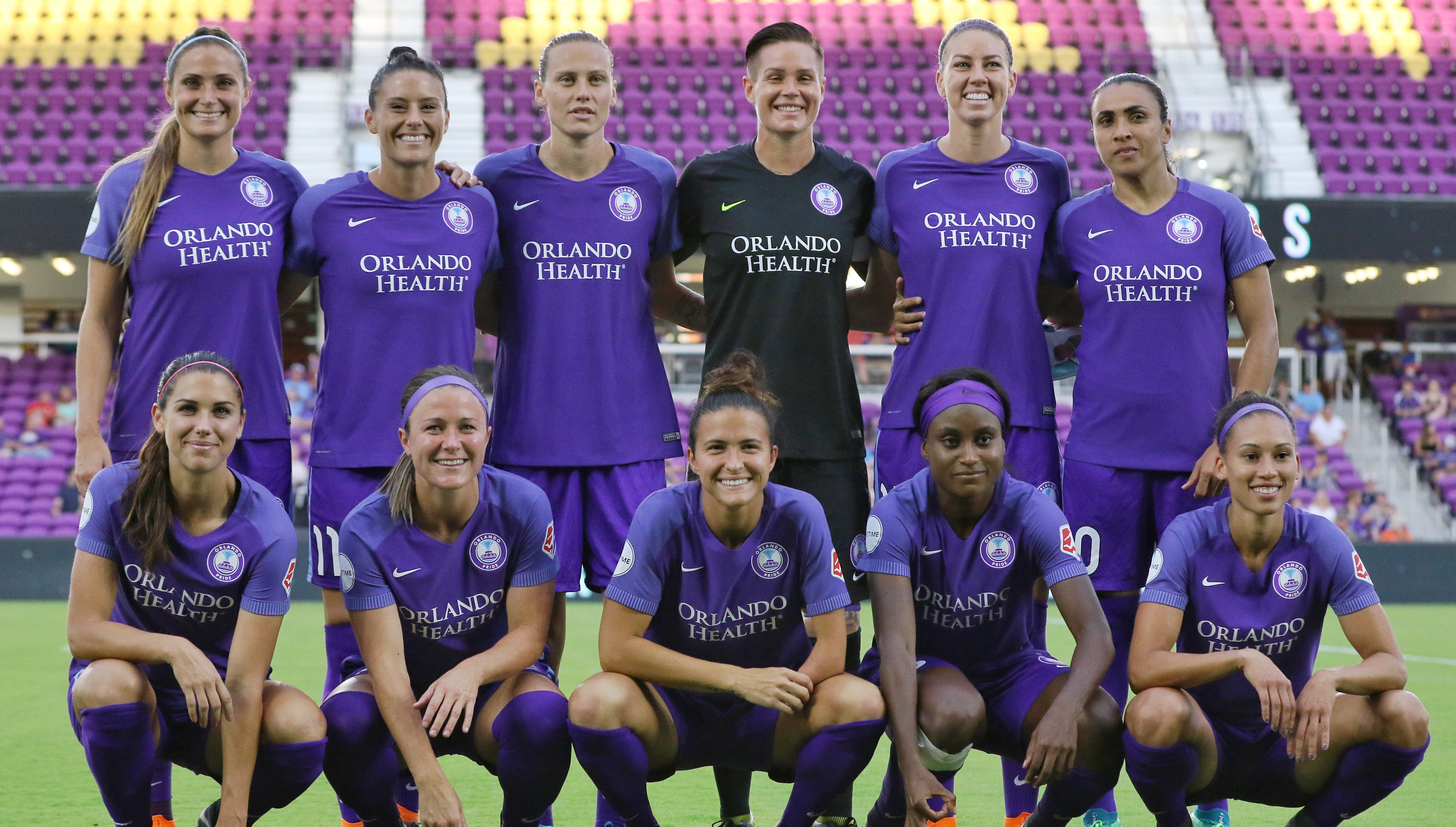
La formazione dell'Orlando Pride nel maggio 2018.

Il 20 ottobre 2015 venne annunciata la nascita dell'Orlando Pride, che divenne la decima franchigia ad entrare nella National Women's Soccer League (NWSL). Nella conferenza stampa, tenuta dall'imprenditore inglese Phil Rawlins, proprietario e fondatore del club, nonché proprietario dell'Orlando City Soccer Club, franchigia militante nella Major League Soccer (MLS), vennero presentati il logo e i colori sociali. Tom Sermanni, già allenatore delle nazionali femminili australiana e statunitense, venne nominato allenatore della squadra. Pochi giorni dopo vennero annunciate le prime calciatrici ingaggiate: Alex Morgan, Kaylyn Kyle e Sarah Hagen.
Nella stagione d'esordio l'Orlando Pride concluse al nono posto, mancando l'accesso ai play-off per il titolo. La stagione 2017 prese il via con l'ingaggio di Marta, attaccante brasiliana vincitrice per cinque volte del FIFA World Player of the Year. La squadra, grazie anche ad una serie di risultati utili nella seconda parte della stagione regolare, concluse al terzo posto in classifica, guadagnando l'accesso per la prima volta ai play-off per il titolo. Nella semifinale dei play-off la squadra venne poi sconfitta ed eliminata dal Portland Thorns. Nelle due stagioni successive la squadra concluse nella seconda metà della classifica, mancando l'accesso ai play-off. La stagione 2020 di NWSL venne cancellata a causa della pandemia di COVID-19 e sostituita dalla prima edizione della NWSL Challenge Cup a luglio e con una Fall Series, disputata in autunno. L'Orlando Pride, però, ritirò la propria partecipazione alla NWSL Challenge Cup a causa dell'elevato numero di calciatrici e membri dello staff tecnico positivi a COVID-19.

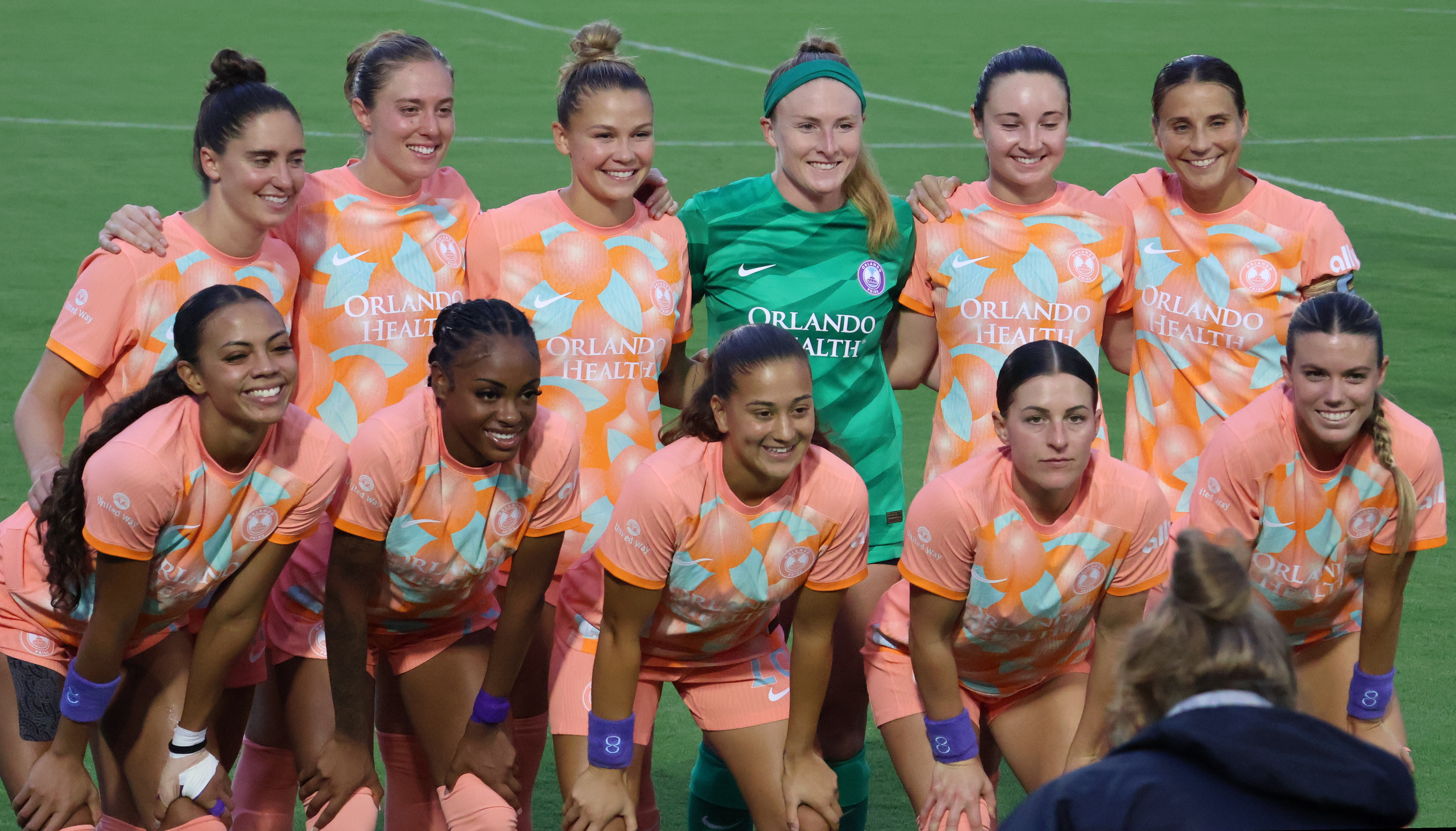
La formazione dell'Orlando Pride nel luglio 2024.

La squadra concluse anche le stagioni 2021, 2022 e 2023 senza accedere ai play-off per il titolo. Nella NWSL 2023 concluse a pari punti con Angel City e NJ/NY Gotham, ma mancò l'accesso ai play-off per la peggiore differenza reti rispetto alle altre due squadre. Nella NWSL 2024 l'Orlando Pride vinse il suo primo trofeo, conquistando il NWSL Shield, concludendo al primo posto in classifica, con tre giornate d'anticipo sulla fine della stagione regolare. La stagione regolare venne poi conclusa con 60 punti, il punteggio più alto raggiunto nella storia della NWSL. Nei play-off la squadra batté il Chicago Stars ai quarti di finale e il Kansas City Current in semifinale. Nella finale, disputata al CPKC Stadium di Kansas City, sconfisse il Washington Spirit per 1-0 grazie alla rete di Barbra Banda, diventando campione della NWSL per la prima volta.

## Stadio

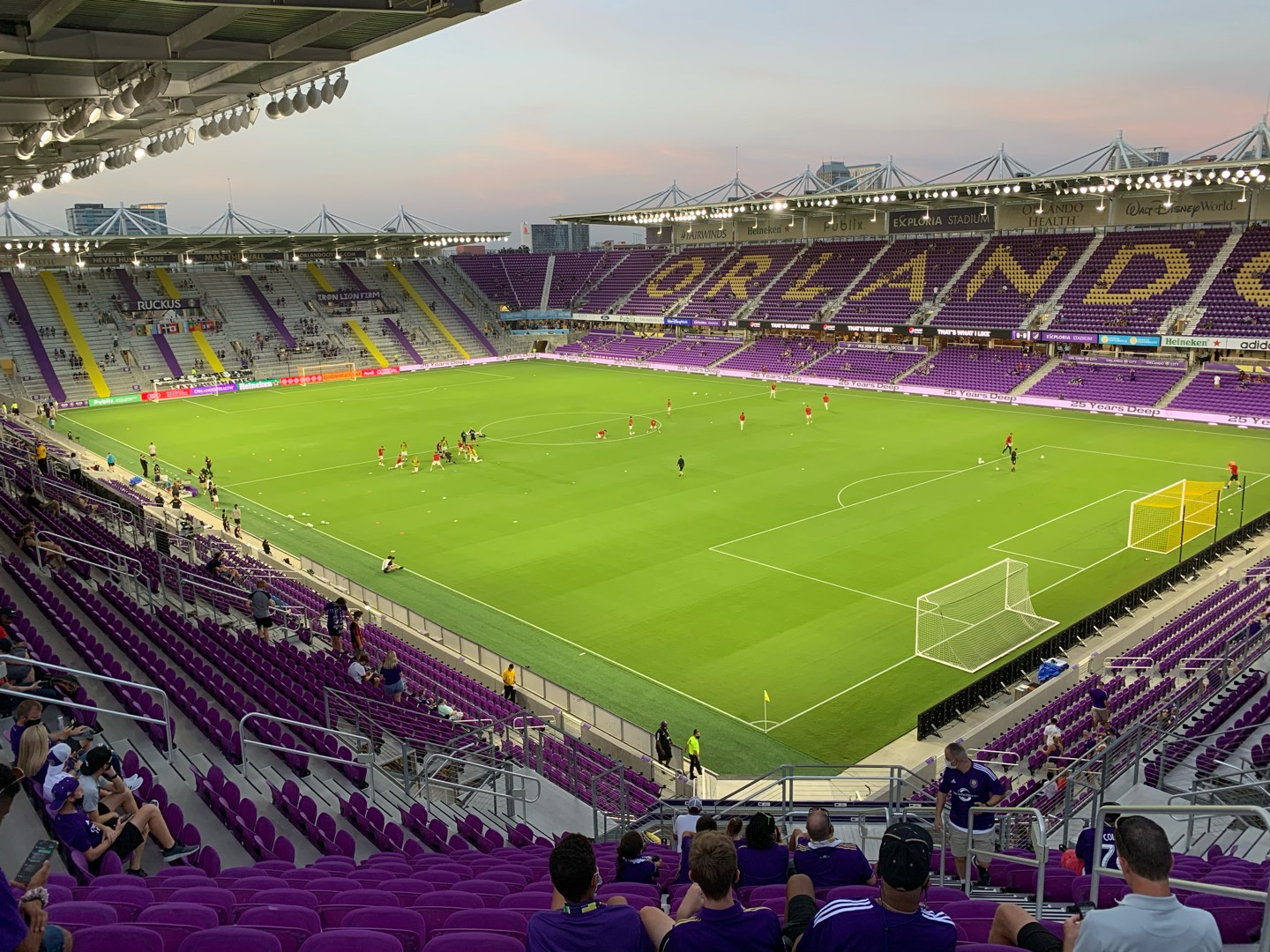
L'Inter&Co Stadium di Orlando.

Nella sua stagione di esordio (2016), l'Orlando Pride ha disputato le proprie partite casalinghe al Camping World Stadium di Orlando. Dalla stagione 2017, invece, il club si è spostato all'Orlando City Stadium, avente una capienza di 25500 posti a sedere e di proprietà dell'Orlando City SC. Lo stadio ha avuto la denominazione ufficiale di Exploria Stadium dal 2019 al 2024, mentre è Inter&Co Stadium dal 2024.
La squadra ha detenuto il record del maggior numero di spettatori registrato per una partita della NWSL. Infatti, alla partita di campionato contro gli Houston Dash del 23 aprile 2016, disputata al Camping World Stadium, erano presenti 23403 spettatori. Il record venne battuto poco più di tre anni dopo, l'11 agosto 2019, quando al Providence Park di Portland venne registrata un'affluenza di 25218.

## Palmarès
- National Women's Soccer League: 1

2024
- NWSL Shield: 1

2024

## Statistiche

### Partecipazione ai campionati
| Livello | Categoria                      | Partecipazioni | Debutto | Ultima stagione | Totale |
| ------- | ------------------------------ | -------------- | ------- | --------------- | ------ |
| 1º      | National Women's Soccer League | 9              | 2016    | 2024            | 9      |

### Partecipazione alle coppe
| Competizione       | Partecipazioni | Debutto | Ultima stagione | Totale |
| ------------------ | -------------- | ------- | --------------- | ------ |
| NWSL Challenge Cup | 3              | 2021    | 2023            | 3      |

## Organico

### Rosa 2024
Rosa, ruoli e numeri di maglia aggiornati al 5 settembre 2024.
| N. |                        | Ruolo | Calciatrice         |
| -- | ---------------------- | ----- | ------------------- |
| 1  | Inghilterra (bandiera) | P     | Anna Moorhouse      |
| 2  | Stati Uniti (bandiera) | D     | Haley McCutcheon    |
| 3  | Stati Uniti (bandiera) | D     | Kylie Strom         |
| 4  | Brasile (bandiera)     | D     | Rafaelle Souza      |
| 5  | Stati Uniti (bandiera) | D     | Megan Montefusco    |
| 6  | Stati Uniti (bandiera) | D     | Emily Sams          |
| 7  | Argentina (bandiera)   | A     | Mariana Larroquette |
| 8  | Brasile (bandiera)     | C     | Luana               |
| 9  | Brasile (bandiera)     | A     | Adriana             |
| 10 | Brasile (bandiera)     | A     | Marta (capitano)    |
| 11 | Stati Uniti (bandiera) | A     | Ally Watt           |
| 12 | Stati Uniti (bandiera) | D     | Carrie Lawrence     |
| 13 | Spagna (bandiera)      | D     | Celia               |
| 14 | Stati Uniti (bandiera) | C     | Viviana Villacorta  |
| 15 | Brasile (bandiera)     | C     | Angelina            |

| N. |                        | Ruolo | Calciatrice      |
| -- | ---------------------- | ----- | ---------------- |
| 16 | Stati Uniti (bandiera) | C     | Morgan Gautrat   |
| 17 | Svezia (bandiera)      | C     | Evelina Duljan   |
| 18 | Stati Uniti (bandiera) | A     | Simone Charley   |
| 19 | Stati Uniti (bandiera) | D     | Carson Pickett   |
| 20 | Stati Uniti (bandiera) | A     | Julie Doyle      |
| 21 | Finlandia (bandiera)   | P     | Sofia Manner     |
| 22 | Zambia (bandiera)      | A     | Barbara Banda    |
| 23 | Zambia (bandiera)      | C     | Grace Chanda     |
| 25 | Stati Uniti (bandiera) | D     | Kerry Abello     |
| 28 | Stati Uniti (bandiera) | A     | Summer Yates     |
| 30 | Stati Uniti (bandiera) | C     | Ally Lemos       |
| 31 | Stati Uniti (bandiera) | D     | Cori Dyke        |
| 32 | Stati Uniti (bandiera) | D     | Brianna Martinez |
| 40 | Stati Uniti (bandiera) | P     | McKinley Crone   |

### Rosa 2023
Rosa, ruoli e numeri di maglia aggiornati al 13 settembre 2023.
| N. |                        | Ruolo | Calciatrice         |
| -- | ---------------------- | ----- | ------------------- |
| 2  | Stati Uniti (bandiera) | D     | Haley McCutcheon    |
| 3  | Stati Uniti (bandiera) | D     | Kylie Strom         |
| 4  | Brasile (bandiera)     | D     | Rafaelle Souza      |
| 5  | Stati Uniti (bandiera) | D     | Megan Montefusco    |
| 6  | Stati Uniti (bandiera) | D     | Emily Madril        |
| 7  | Argentina (bandiera)   | A     | Mariana Larroquette |
| 8  | Stati Uniti (bandiera) | C     | Mikayla Cluff       |
| 9  | Brasile (bandiera)     | A     | Adriana             |
| 10 | Brasile (bandiera)     | A     | Marta (capitano)    |
| 11 | Stati Uniti (bandiera) | A     | Ally Watt           |
| 12 | Stati Uniti (bandiera) | D     | Carrie Lawrence     |
| 13 | Spagna (bandiera)      | D     | Celia Jiménez       |
| 14 | Stati Uniti (bandiera) | C     | Viviana Villacorta  |

| N. |                        | Ruolo | Calciatrice      |
| -- | ---------------------- | ----- | ---------------- |
| 15 | Stati Uniti (bandiera) | C     | Erika Tymrak     |
| 19 | Canada (bandiera)      | C     | Jordyn Listro    |
| 20 | Stati Uniti (bandiera) | A     | Julie Doyle      |
| 21 | Inghilterra (bandiera) | P     | Anna Moorhouse   |
| 23 | Stati Uniti (bandiera) | A     | Messiah Bright   |
| 25 | Stati Uniti (bandiera) | D     | Kerry Abello     |
| 26 | Stati Uniti (bandiera) | D     | Caitlin Cosme    |
| 28 | Stati Uniti (bandiera) | A     | Summer Yates     |
| 29 | Canada (bandiera)      | A     | Amanda Allen     |
| 30 | Brasile (bandiera)     | C     | Thais Reiss      |
| 31 | Stati Uniti (bandiera) | P     | Carly Nelson     |
| 32 | Stati Uniti (bandiera) | D     | Brianna Martinez |
| 40 | Stati Uniti (bandiera) | P     | McKinley Crone   |

### Rosa 2021
Rosa aggiornata al 22 gennaio 2021.
| N. |                          | Ruolo | Calciatrice     |
| -- | ------------------------ | ----- | --------------- |
| 1  | Canada (bandiera)        | P     | Erin McLeod     |
| 2  | Stati Uniti (bandiera)   | A     | Sydney Leroux   |
| 3  | Stati Uniti (bandiera)   | D     | Toni Pressley   |
| 8  | Nuova Zelanda (bandiera) | D     | Ali Riley       |
| 9  | Brasile (bandiera)       | C     | Camila          |
| 10 | Brasile (bandiera)       | A     | Marta           |
| 11 | Stati Uniti (bandiera)   | D     | Ali Krieger     |
| 12 | Stati Uniti (bandiera)   | C     | Kristen Edmonds |
| 13 | Stati Uniti (bandiera)   | A     | Alex Morgan     |
| 15 | Inghilterra (bandiera)   | C     | Jade Moore      |
| 16 | Stati Uniti (bandiera)   | D     | Carson Pickett  |

| N. |                        | Ruolo | Calciatrice              |
| -- | ---------------------- | ----- | ------------------------ |
| 23 | Stati Uniti (bandiera) | C     | Marisa Viggiano          |
| 24 | Stati Uniti (bandiera) | P     | Ashlyn Harris (capitano) |
| 25 | Giamaica (bandiera)    | D     | Konya Plummer            |
| 26 | Stati Uniti (bandiera) | C     | Taylor Kornieck          |
| 28 | Stati Uniti (bandiera) | D     | Courtney Petersen        |
| 30 | Stati Uniti (bandiera) | P     | Brittany Wilson          |
| 31 | Stati Uniti (bandiera) | C     | Chelsee Washington       |
|    | Stati Uniti (bandiera) | D     | Carrie Lawrence          |
|    | Stati Uniti (bandiera) | D     | Phoebe McClernon         |
|    | Canada (bandiera)      | C     | Jordyn Listro            |
|    | Stati Uniti (bandiera) | C     | Megan Howard             |

### Staff tecnico 2021
- Marc Skinner - Allenatore
- Seb Hines - Assistente
- Lloyd Yaxley - Allenatore dei portieri